# Nils Mönkemeyer
Nils Mönkemeyer (1978, Holzwickede ) is een Duitse altviolist en kamermusicus.

## Biografie
Mönkemeyer is de oudste zoon van jazzgitarist Thomas Brendgens-Mönkemeyer. Hij leerde viool spelen aan de Hochschule für Künste te Bremen. In 1996 werd zijn vioollerares Maria Grevesmühl dood aangetroffen in het treinstation. Haar Stradivariusviool, met een waarde van twee miljoen Duitse mark, was verdwenen, wat deed vermoeden dat ze was overvallen. Daarop verliet Mönkemeyer de school en koos voor de altviool. Aan de Hanover University of Music ging hij studeren, bij Christian Pohl. In 2000 vervolgde hij zijn studies bij Hariolf Schlichtig, aan de Hogeschool voor Muziek en Theater in München. Hij studeerde in 2003 af met onderscheiding. Van 2003 tot 2004 volgde hij les bij Veronika Hagen, aan het Mozarteum in Salzburg. In 2006 slaagde hij met onderscheiding voor het examen concertpraktijk van Schlichtig.
Mönkemeyer speelt vooral kamermuziek, maar trad ook op als solist met orkesten als het Tonhalle Orchester Zürich, het Filharmonisch Orkest van Helsinki, Les Musiciens du Louvre, het Berner Symphonieorchester, de NDR Radiophilharmonie, het orkest van het Deutsches Nationaltheater, de Staatskapelle Weimar, de Bremer Philharmoniker, de Düsseldorfer Symphoniker, het Orchestre de Chambre de Lausanne en de Berliner Barock Solisten. Hij werkt samen met dirigenten als Andrej Boreyko, Sylvain Cambreling, Elias Grandy, Christopher Hogwood, Cornelius Meister, Mark Minkowski, Kent Nagano, Michael Sanderling, Clemens Schuldt, Karl-Heinz Steffens, Markus Stenz, Mario Venzago en Simone Young.
In oktober 2009 werd Mönkemeyer leraar altviool aan de Hochschule für Musik Carl Maria von Weber Dresden. Sinds 2011 geeft hij les aan de Hochschule für Musik und Theater München. Hij was ook hoogleraar aan de Hochschule für Musik Dresden en assistent-professor aan het Escuela Superior de Música Reina Sofía in Madrid.
In 2011 werd hij lid van het Julia Fischer Quartett. Violiste en pianiste Fischer werkte voordien reeds geregeld samen met Mönkemeyer, violist Alexander Sitkovetsky en cellist Benjamin Nyffenegger. Dat beviel hen zo goed dat ze een samenwerkingsverband aangingen. Het strijkerskwartet concerteerde reeds in Leipzig, Londen, Luxemburg, München, Zürich, Baden-Baden en Antwerpen.
Mönkemeyer tekende een exclusief contract bij Sony Classical, waar hij sinds 2009 cd's uitbrengt. Soms solowerk, soms met collega's kamermuzikanten zoals Nicholas Rimmer, Johannes Zurl, Pirmin Grehl, William Youn, Julia Fischer, Sabine Meyer en het Signum Quartett, waarmee hij ook vaak concerto's speelt. Met Youn bracht hij in januari 2017 werk van Brahms en Schumann in deSingel in Antwerpen. Twee jaar later kwam het duo terug naar Antwerpen, samen met violiste Alina Ibragimova en cellist Christian Poltéra.
In 2016 startte hij Klassik für Alle in Bonn, samen met hulporganisatie Caritas. Dit kamermuziekfestival is een sociaal project, waar tickets aangeboden worden aan kansarmen.
In het seizoen 2016-'17 was hij artist in residence van het Philharmonisches Orchester der Stadt Heidelberg. In het seizoen 2020/21 is Nils Mönkemeyer artist in residence op de Schwetzingen Festspiele en op de Festspiele Mecklenburg-Vorpommern.

## Onderscheidingen
- 2002: Speciale prijs Internationaler Instrumentalwettbewerb Markneukirchen; een beurs van de Werner Richard-Dr. Carl Dörken-Stiftung
- 2003: Prijs van de Da Ponte Foundation, Darmstadt; Solistenprijs en Kamermuziekprijs van het Klassikfestivals Ruhr en de Ruhrtriennale; 3e prijs op de International Primrose Viola Competition[21]
- 2004: 1e prijs op de ORF International Viola Competition, Wenen
- 2005: Carl-Flesch-Förderpreis van de Philharmonie Baden-Baden
- 2006: 1e prijs op de Internationalen Yuri Bashmet Wettbewerb;[22] Prijs van de Deutschen Musikwettbewerbs;[23] Prijs van het GWK - Gesellschaft zur Förderung der westfälischen Kulturarbeit[24]
- 2009: Parkhouse Award, samen met Nicholas Rimmer;[25] ECHO Klassik Award "Jonge artiest van het jaar"[26]
- 2010: ECHO Klassik Award "Concertopname van het jaar"
- 2013: Sonderpreis der Festspiele Mecklenburg-Vorpommern[27]
- 2017: ECHO Klassik Award "Kammermusik-Einspielung des Jahres", samen met Julia Fischer, Sabine Meyer en William Youn

## Discografie[28]
- 2009 "Ohne Worte" Schubert / Mendelssohn / Schumann (met Nicholas Rimmer)
- 2009 "Weichet Nur, Betrübte Schatten" (met Dresdner Kapellsolisten en dirigent Helmut Branny)
- 2010 "In Dunklen Träumen" Brahms / Clara Schumann / Robert Schumann (met Nicholas Rimmer)
- 2011 "Folia" Telemann / Corelli / Bach / Delalande (met Kammerakademie Potsdam)
- 2013 "Bach und Mehr" Bach / Penderecki / Marco Hertenstein / Sally Beamish / Konstantia Gourzi[29]
- 2013 "Gassenhauer" Beethoven / Humperdinck / Dvořák / Brahms / Stanislao Gastaldon / Hummel / Aleksandr Konstaninovich Glazunov / Tsjaikovski (met Nicholas Rimmer en Maximilian Hornung )[30]
- 2014 "Barroco Español"
- 2016 Brahms (met William Youn & Signum Quartett)
- 2016 "Mozart with Friends" (met Julia Fischer, Sabine Meyer & William Youn)
- 2017 "William Walton, Max Bruch, Arvo Pärt" (met Bamberger Symphoniker & Markus Poschner)